# Tràng Lương
Tràng Lương là một xã thuộc thành phố Đông Triều, tỉnh Quảng Ninh, Việt Nam.

## Địa lý
Xã Tràng Lương nằm ở phía đông bắc thành phố Đông Triều, có vị trí địa lý:
- Phía đông giáp thành phố Uông Bí
- Phía tây giáp phường Bình Khê
- Phía nam giáp các phường Hoàng Quế, Mạo Khê, Yên Thọ và các xã Hồng Thái Đông, Hồng Thái Tây
- Phía bắc giáp tỉnh Bắc Giang.

Xã Tràng Lương có diện tích 72,3 km², dân số năm 1999 là 2.293 người, mật độ dân số đạt 32 người/km².

## Lịch sử
Ngày 11 tháng 3 năm 2015, Ủy ban Thường vụ Quốc hội ban hành Nghị quyết số 891/NQ-UBTVQH13 về việc thành lập thị xã Đông Triều thuộc tỉnh Quảng Ninh. Xã Tràng Lương trực thuộc thị xã Đông Triều.
Ngày 28 tháng 9 năm 2024, Ủy ban Thường vụ Quốc hội ban hành Nghị quyết số 1199/NQ-UBTVQH15 về việc sắp xếp đơn vị hành chính cấp huyện, cấp xã của tỉnh Quảng Ninh giai đoạn 2023 – 2025 (nghị quyết có hiệu lực từ ngày 1 tháng 11 năm 2024). Theo đó, thành lập thành phố Đông Triều thuộc tỉnh Quảng Ninh. Xã Tràng Lương trực thuộc thành phố Đông Triều.